# Makaria (córka Heraklesa)
Makaria (gr. Μακαρία „Szczęśliwa”) – postać z mitologii greckiej, córka Heraklesa i Dejaniry.
Gdy po śmierci Heraklesa król Myken Eurysteusz prześladował jego potomstwo, Makaria tułała się wraz z braćmi, szukając schronienia w Trachis, a następnie w Atenach. Gdy ateńska wyrocznia orzekła, że zwycięstwo nad Eurysteuszem może zapewnić jedynie złożenie ofiary Persefonie ze szlachetnie urodzonej młodej dziewczyny, Makaria zdecydowała się poświęcić swoje życie. W bitwie, która potem nastąpiła, prześladowca Heraklidów poniósł klęskę. Według relacji Pauzaniasza (Wędrówka po Helladzie I 32,6) imieniem Makarii nazwano źródło bijące niedaleko Maratonu.
Jest bohaterką tragedii Eurypidesa Heraklidzi.